# Egreš
Egreš (Hongaars: Szécsegres) is een Slowaakse gemeente in de regio Košice, en maakt deel uit van het district Trebišov.
Egreš telt 456 inwoners.